# Tadas Kijanskas
Tadas Kijanskas (ur. 6 września 1985 w Wilnie) – litewski piłkarz występujący na pozycji obrońcy.

## Kariera klubowa
Początkowo zawodnik klubów litewskich. Występował m.in. w FBK Kowno i Vėtrze. Z tym pierwszym zespołem Kijanskas wywalczył w 2006 roku mistrzostwo kraju, natomiast barwy tej drugiej drużyny reprezentował w latach 2007–2009 i był jej podstawowym graczem. Ponadto w sezonie 2009 strzelił 11 goli. Latem 2009 roku testowany był przez Koronę Kielce, a w listopadzie zaś przez Widzew Łódź. W pierwszej połowie 2010 roku grał w Sūduvie Mariampol.
4 czerwca 2010 roku Kijanskas podpisał kontrakt z Jagiellonią Białystok. W nowym klubie zadebiutował 5 sierpnia w zremisowanym 2:2 spotkaniu z Arisem Saloniki, natomiast po raz pierwszy w Ekstraklasie wystąpił trzy dni później w meczu ze Śląskiem Wrocław. W sezonie 2010/2011 rozegrał 16 ligowych pojedynków, w których zdobył dwa gole. W lipcu 2011 roku związał się dwuletnią umową z Koroną Kielce, a po jej wypełnieniu odszedł do izraelskiego Hapoelu Hajfa.

## Reprezentacja
Kijanskas występował w reprezentacjach Litwy do lat 17, 19 i 21. W seniorskiej kadrze zadebiutował 10 października 2009 roku w przegranym 1:2 meczu eliminacji do MŚ w RPA z Austrią. Dotychczas rozegrał dla Litwy 18 spotkań (stan na 19 lipca 2012).

## Sukcesy

### FBK Kowno
- A lyga: 2006